# Alsophila fasciata
Alsophila fasciata är en fjärilsart som beskrevs av Barend J. Lempke 1949. Alsophila fasciata ingår i släktet Alsophila och familjen mätare. Inga underarter finns listade i Catalogue of Life.